# 巴勒斯坦國國家足球隊
巴勒斯坦國國家足球隊（阿拉伯语：منتخب فلسطين لكرة القدم）是巴勒斯坦國的國家足球代表隊，由巴勒斯坦足球協會管理，現時屬於國際足協及亞洲足協成員國之一。

## 歷史
巴勒斯坦足球協會雖早於1952年成立，但由於巴勒斯坦至今尚未成為一個獨立國家，國際上未予承認。直至1998年巴勒斯坦自治政府成立，國際足協才接納巴勒斯坦足球協會成為正式會員，自此巴勒斯坦足球隊開始參與國際賽事。
巴勒斯坦國家足球隊參與第一項國際賽事為1999年的泛阿拉伯運動會。之後參與多屆世界杯及亞洲杯外圍賽，皆未取得過出線資格。但巴勒斯坦在外圍賽中並非『三零部隊』，曾在外圍賽打敗過香港、馬來西亞、新加坡以及賽和伊拉克，亞洲排名曾達最高的16位。2014年世界杯外圍賽，巴勒斯坦更在首圈淘汰阿富汗，次圈則以總比數2-3僅負於泰國而未能晉級分組賽。2018年世界杯外圍賽，巴勒斯坦在首輪分組賽，更曾在主場賽和沙特阿拉伯及阿聯酋，雖然最後只得小組第三名未能晉級次輪分組賽，但轉戰2019年亞洲盃外圍賽第三輪的巴勒斯坦，取得小組首兩名，成功出線2019年亞洲盃決賽周。
2014年亞足聯挑戰盃首次奪冠，並取得2015年亞洲盃足球賽參賽資格，也是本隊首次參加亞洲盃足球賽。不過巴勒斯坦足球實力明顯不及其他參賽球隊，分組初賽三戰全敗出局。2019年亞洲盃，巴勒斯坦再次取得參賽資格，小組賽迫和敘利亞及約旦，與及敗給澳洲，以小組第三名出局。
2022年世界盃外圍賽次圈分組賽，巴勒斯坦曾在主場擊敗烏茲別克及賽和沙特阿拉伯，最後以八戰三勝一和四負得十分取得小組第三名，未能晉級。但轉戰2023年亞洲盃第三圈外圍賽的巴勒斯坦卻三戰全勝並攻入十球之多，晉身2023年亞洲盃決賽周。在2023年亞洲盃決賽周，巴勒斯坦雖在首場分組賽以1-4大敗給伊朗，但之後賽和阿聯酋1-1及大勝香港3-0，成功取得小組最佳第三名晉級，球隊歷史上首次取得亞洲盃決賽周小組出線資格。十六強賽巴勒斯坦以1-2僅負於主辦國兼衛冕的卡塔爾出局。
2026年世界杯亞洲區外圍賽，巴勒斯坦在第二圈分組賽以兩分壓倒黎巴嫩，以小組次名晉身外圍賽第三圈及2027年亞洲盃決賽周，是巴勒斯坦歷來首次在世界盃外圍賽第二圈分組賽晉級。巴勒斯坦在第三圈外圍賽與南韓、約旦、伊拉克、阿曼和科威特同組。在外圍賽最後階段，巴勒斯坦接連擊敗伊拉克和科威特，在最後一場分組賽之前追至僅落後小組第四的阿曼一分，有機會晉級第四圈外圍賽。在最後一場對阿曼的比賽，巴勒斯坦一度領先一球並有多打一人的優勢，但完場前被阿曼憑一記十二碼罰球追平，結果巴勒斯坦最後以一分之差屈居小組第五，未能晉級。
由於巴勒斯坦與以色列關係惡劣，以色列曾不只一次阻撓巴勒斯坦足球隊到境外參加國際賽，其中2007年亞洲盃外圍賽，巴勒斯坦在最後一場賽事作客對新加坡，也因被以色列阻撓隊員出境而棄權。
巴勒斯坦於2015年5月，向國際足協提案把以色列停權甚至開除以色列會籍，並指歐洲足協長期偏袒以色列，這提案最後被撤回。最終在2016年5月，國際足協推動巴勒斯坦在足球活動上人民與貨物上可以自由流動，並解決以色列5個俱樂部在有領土爭議地區的問題。 

## 世界盃成績
至2026年為止都未曾進入決賽圈。

## 亞洲盃成績
| 年份   | 最終成績 | 總排名 | 場次 | 勝 | 和* | 負 | 得球 | 失球 |
| ------ | -------- | ------ | ---- | -- | --- | -- | ---- | ---- |
| 1956年 | 並未參加 | -      | -    | -  | -   | -  | -    | -    |
| 1960年 | 並未參加 | -      | -    | -  | -   | -  | -    | -    |
| 1964年 | 並未參加 | -      | -    | -  | -   | -  | -    | -    |
| 1968年 | 並未參加 | -      | -    | -  | -   | -  | -    | -    |
| 1972年 | 並未參加 | -      | -    | -  | -   | -  | -    | -    |
| 1976年 | 並未參加 | -      | -    | -  | -   | -  | -    | -    |
| 1980年 | 並未參加 | -      | -    | -  | -   | -  | -    | -    |
| 1984年 | 並未參加 | -      | -    | -  | -   | -  | -    | -    |
| 1988年 | 並未參加 | -      | -    | -  | -   | -  | -    | -    |
| 1992年 | 並未參加 | -      | -    | -  | -   | -  | -    | -    |
| 1996年 | 並未參加 | -      | -    | -  | -   | -  | -    | -    |
| 2000年 | 未能晉級 | -      | -    | -  | -   | -  | -    | -    |
| 2004年 | 未能晉級 | -      | -    | -  | -   | -  | -    | -    |
| 2007年 | 未能晉級 | -      | -    | -  | -   | -  | -    | -    |
| 2011年 | 未能晉級 | -      | -    | -  | -   | -  | -    | -    |
| 2015年 | 第一圈   | 16     | 3    | 0  | 0   | 3  | 1    | 11   |
| 2019年 | 第一圈   | 18     | 3    | 0  | 2   | 1  | 0    | 3    |
| 2023年 | 十六強   | 15     | 4    | 1  | 1   | 2  | 6    | 7    |
| 總結   | 3/18     | -      | 10   | 1  | 3   | 6  | 7    | 21   |

## 歷史隊徽

2012年
2016年

## 外部連結
- Palestine Football Association （页面存档备份，存于）
- Palestine （页面存档备份，存于） on National-Football-Teams.com
- Palestine （页面存档备份，存于） at FIFA.com
- Palestine on Youtube.com
- Palestine （页面存档备份，存于） on Blogger
- Palestine （页面存档备份，存于） on Twitter
- Palestine （页面存档备份，存于）'s Match Archive on kooora.com
- RSSSF Archive of National Team Results from 1953 to 2004 （页面存档备份，存于）